# Luis Ignacio Ortega
Luis Ignacio Ortega Álvarez (Madrid, 14 de enero de 1953 - Madrid, 15 de abril de 2015) fue un jurista español, catedrático de Derecho administrativo por la Universidad de Castilla-La Mancha y magistrado del Tribunal Constitucional entre 2011 y 2015.

## Biografía
Estudió Derecho en la Universidad Complutense de Madrid graduándose en 1975 con premio extraordinario. Se doctoró en 1979 en la misma universidad, donde comenzó a ejercer la docencia y en 1988 obtuvo la cátedra de Derecho administrativo de la Universidad de Castilla-La Mancha. Formó a más de 25 catedráticos y profesores universitarios y así como a numerosos funcionarios de distintas administraciones. Especializado en derecho público y de las instituciones europeas, Fundó en Toledo un Centro de Estudios Europeos, los másteres en Derecho Comunitario y el Seminario de Estudios Autonómicos de la UCLM, e incorporó a todos sus discípulos al principal foro de Derecho Público Europeo, el European Public Law Group. Fue Director del Departamento de Derecho Público de su universidad y en 2007 el redactor del anteproyecto de reforma del Estatuto de Autonomía de Castilla-La Mancha. En 2010 recibió del Gobierno de Castilla-La Mancha el Premio de Excelencia Investigadora.
Desde 1982, año en el que comenzó a asesorar al gobierno de Felipe González, y hasta 1989, estuvo vinculado al entorno del PSOE. En 1989 fue nombrado último Director del Colegio Universitario de Toledo, y en 1990 fue el primer Vicerrector del Campus de Toledo de la Universidad de Castilla-La Mancha. En 1994 promovió y fundó en Toledo un centro de investigación vinculado a la red Europa Direct, el Centro de Estudios Europeos, por convenio entre la UCLM y la Unión Europea, centro que dirigió hasta 2011, año en que, tras una breve colaboración como consultor en el bufete de Miguel Roca Junyent, fue nombrado magistrado del Tribunal Constitucional a propuesta del PSOE. Fue ponente de la sentencia del Tribunal Constitucional que legaliza a la coalición electoral BILDU, integrada en parte por antiguos líderes del partido político Herri Batasuna, ilegalizado en 2003 tras ser declarado el brazo político de la banda terrorista ETA (SENTENCIA 62/2011, de 5 de mayo). Se mantuvo en dicho cargo del Tribunal Constitucional hasta el 15 de abril de 2015, cuando falleció a causa de un infarto en el receso de un pleno del tribunal.

## Premios
- Premio Juanelo Turriano: 2009, "por su contribución al avance del Derecho Público español, al desarrollo del derecho europeo y a la institucionalización de los órganos de autogobierno de Castilla-La Mancha".
- Gran Cruz del Mérito Militar con distintivo blanco.